# Luís Alberto Amezcua
Luís Alberto Amezcua (ur. 1 maja 1992) – hiszpański lekkoatleta specjalizujący się w chodzie sportowym.
W 2009 zajął w chodzie na 10 000 metrów siódmą lokatę podczas mistrzostw świata juniorów młodszych. Na tym samym dystansie w 2010 uplasował się na dziewiątym miejscu mistrzostw świata juniorów oraz zdobył w 2011 brązowy medal mistrzostw Europy juniorów. Dziewiąty chodziarz światowego czempionatu w Londynie.
Reprezentant Hiszpanii w drużynowych mistrzostwach świata oraz Europy w chodzie sportowym.
Rekordy życiowe: chód na 20 kilometrów – 1:19:28 (19 sierpnia 2023, Budapeszt).

## Osiągnięcia
| Rok  | Impreza                                | Miejsce              | Konkurencja                 | Lokata      | Wynik    |
| ---- | -------------------------------------- | -------------------- | --------------------------- | ----------- | -------- |
| 2008 | Puchar świata w chodzie sportowym      | Czeboksary           | chód na 10 km (juniorzy)    | 31. miejsce | 44:30    |
| 2009 | Puchar Europy w chodzie sportowym      | Metz                 | chód na 10 km (juniorzy)    | 13. miejsce | 44:11    |
| 2009 | Mistrzostwa świata juniorów młodszych  | Tyrol Południowy     | chód na 10 000 m            | 7. miejsce  | 43:35,39 |
| 2010 | Puchar świata w chodzie sportowym      | Chihuahua            | chód na 10 km (juniorzy)    | 17. miejsce | 47:43    |
| 2010 | Mistrzostwa świata juniorów            | Moncton              | chód na 10 000 m            | 9. miejsce  | 42:06,71 |
| 2011 | Puchar Europy w chodzie sportowym      | Olhão da Restauração | chód na 10 km (juniorzy)    | 7. miejsce  | 43:10    |
| 2011 | Mistrzostwa Europy juniorów            | Tallinn              | chód na 10 000 m            | 3. miejsce  | 41:34,13 |
| 2012 | Puchar świata w chodzie sportowym      | Sarańsk              | chód na 20 km               | –           | DNF      |
| 2013 | Młodzieżowe Mistrzostwa Europy         | Tampere              | chód na 20 km               | –           | DNF      |
| 2014 | Puchar świata w chodzie                | Taicang              | chód na 20 km               | 37. miejsce | 1:22:19  |
| 2014 | Mistrzostwa Europy                     | Zurych               | chód na 20 km               | 10. miejsce | 1:22:26  |
| 2015 | Puchar Europy w chodzie sportowym      | Murcja               | chód na 20 km               | 22. miejsce | 1:25:49  |
| 2016 | Drużynowe mistrzostwa świata w chodzie | Rzym                 | chód na 20 km               | 51. miejsce | 1:24:28  |
| 2017 | Mistrzostwa świata                     | Londyn               | chód na 20 km               | 9. miejsce  | 1:19:46  |
| 2018 | Drużynowe mistrzostwa świata w chodzie | Taicang              | chód na 20 km               | 22. miejsce | 1:24:24  |
| 2018 | Mistrzostwa Europy                     | Berlin               | chód na 20 km               | 17. miejsce | 1:23:33  |
| 2019 | Puchar Europy w chodzie                | Olita                | chód na 20 km               | 32. miejsce | 1:27:26  |
| 2021 | Drużynowe mistrzostwa Europy w chodzie | Podiebrady           | chód na 20 km               | –           | DNF      |
| 2022 | Drużynowe mistrzostwa świata w chodzie | Maskat               | chód na 20 km               | –           | DNF      |
| 2022 | Mistrzostwa świata                     | Eugene               | chód na 20 km               | 9. miejsce  | 1:20:44  |
| 2022 | Mistrzostwa Europy                     | Monachium            | chód na 20 km               | 4. miejsce  | 1:20:00  |
| 2023 | Drużynowe mistrzostwa Europy w chodzie | Podiebrady           | chód na 20 km               | 4. miejsce  | 1:20:24  |
| 2023 | Mistrzostwa świata                     | Budapeszt            | chód na 20 km               | 13. miejsce | 1:19:28  |
| 2024 | Drużynowe mistrzostwa świata w chodzie | Antalya              | sztafeta mieszana w chodzie | 7. miejsce  | 3:00:37  |
| 2024 | Mistrzostwa Europy                     | Rzym                 | chód na 20 km               | –           | DNF      |